# Navikular

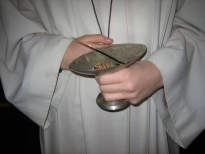
Schiffchen (Navikulum) für den Weihrauchdienst

Der Navikular (auch Navicular von lat. naviculum „Schiffchen“) ist ein Ministrant, der ein Weihrauchschiffchen trägt. Er begleitet den Thuriferar, der das Weihrauchfass trägt. Bei Bedarf reicht er dem Priester das Schiffchen, wenn dieser Weihrauch einlegen will, oder legt selbst Weihrauch oder Kohle nach.
Das Einlegen oder Auflegen ist vor jeder Inzens nötig. Dazu gehen der Thuriferar und der Navikular zum Zelebranten, der Thuriferar öffnet das Weihrauchfass, der Navikular öffnet das Schiffchen. Daraufhin nimmt der Zelebrant den Löffel aus dem Schiffchen und gibt ein wenig Weihrauch auf die glühende Kohle. Danach schließt der Thuriferar das Weihrauchfass wieder und übergibt es dem Priester (oder dem Diakon) zur Inzens. Manchmal legt der Navikular auch selbst Weihrauch ein, zum Beispiel, während der Priester das Hochgebet spricht.
Weihrauch kann prinzipiell in jeder Heiligen Messe verwendet werden. Meist kommt Weihrauch im Hochamt, an den Hochfesten, bei eucharistischen Prozessionen und eucharistischer Anbetung, Beerdigungen oder im feierlichen Stundengebet, vor allem bei der Vesper, zum Einsatz. Die folgenden Dienste versehen Navikular und Thuriferar bei der Heiligen Messe:
- Einzugsprozession
- Altarinzens zur Eröffnung
- Evangeliumsprozession und Inzens des Evangeliars durch den Diakon oder Priester
- Inzens der Gaben und des Altars bei der Gabenbereitung
- Inzens des Hauptzelebranten, der Konzelebranten und der Gläubigen
- Inzens der Allerheiligsten beim Hochgebet
- Auszugsprozession